# Myotis clydejonesi
Myotis de Clyde Jones
Espèce
Statut de conservation UICN

 DD  : Données insuffisantes
Myotis clydejonesi, de nom commun Myotis de Clyde Jones, est une espèce de chauves-souris américaines de la famille des Vespertilionidae.

## Systématique
L'espèce Myotis clydejonesi a été décrite en 2016 par Ricardo Moratelli (d), Don Ellis Wilson, Alfred L. Gardner (d), Robert D. Fisher (d) et Eliécer E. Gutiérrez (d),.

## Description
L'holotype de Myotis clydejonesi, une femelle adulte allaitante, a une longueur de tête et de corps de 50 mm, une longueur d'avant-bras de 34,9 mm, une longueur de queue de 38 mm, une longueur de pied de 6 mm, une longueur d'oreille de 11 mm et un poids allant jusqu'à 4,3 g.
La fourrure est longue et soyeuse. Les parties dorsales sont entièrement noirâtres, tandis que les ventrales sont noirâtres avec la pointe rouge-jaunâtre. Les membranes sont brunes. La membrane interfémorale est attachée postérieurement à la base des orteils. La surface dorsale des genoux et du tibia est dépourvue de poils.

## Répartition
Cette espèce n'est connue que par une femelle capturée en 2008 dans le district de Sipaliwini dans le centre du Suriname après des études phylogénétiques moléculaires. Elle pourrait être présente en Guyane.
Elle vit dans les forêts tropicales matures.

## Biologie

### Alimentation
Myotis clydejonesi est insectivore.

## Étymologie
Son épithète spécifique, clydejonesi, lui a été donnée en l'honneur du mammalogiste américain Clyde Jones (d) (1935-2015) en reconnaissance de ses contributions exceptionnelles en mammalogie. 

## Publication originale
- (en) Ricardo Moratelli, Don E. Wilson, Alfred L. Gardner, Robert D. Fisher et Eliécer E. Gutiérrez, « A New Species of Myotis (Chiroptera: Vespertilionidae) from Suriname », SEPM Special Publications, vol. 65,‎ décembre 2016, p. 49-66 (ISSN 1060-071X, 2159-5755 et 2159-5771, lire en ligne).